# Савелівка (селище)
Саве́лівка — селище Вуглегірської міської громади Горлівського району Донецької області, Україна.

## Географія
На західній околиці селища бере початок Балка Сороча.

## Населення
За даними перепису 2001 року населення селища становило 825 осіб, із них 42,79 % зазначили рідною мову українську, 54,30 % — російську, 1,21 % — білоруську, 0,61 % — вірменську.